# Chiesa di San Vittore (Calcio)
La chiesa di San Vittore è il principale luogo di culto del comune di Calcio, in provincia di Bergamo e diocesi di Cremona; fa parte della zona pastorale 1.
Fu edificata su un campo detto Brama, nome con il quale è indicata anche la piazza antistante l'edificio, che fu messo a disposizione dal marchese Marco Secco d'Aragona per un canone simbolico di due capponi l'anno e di una messa perpetua dopo la sua morte. Per le sue dimensioni è la seconda della Lombardia dopo il duomo di Milano.

## Storia

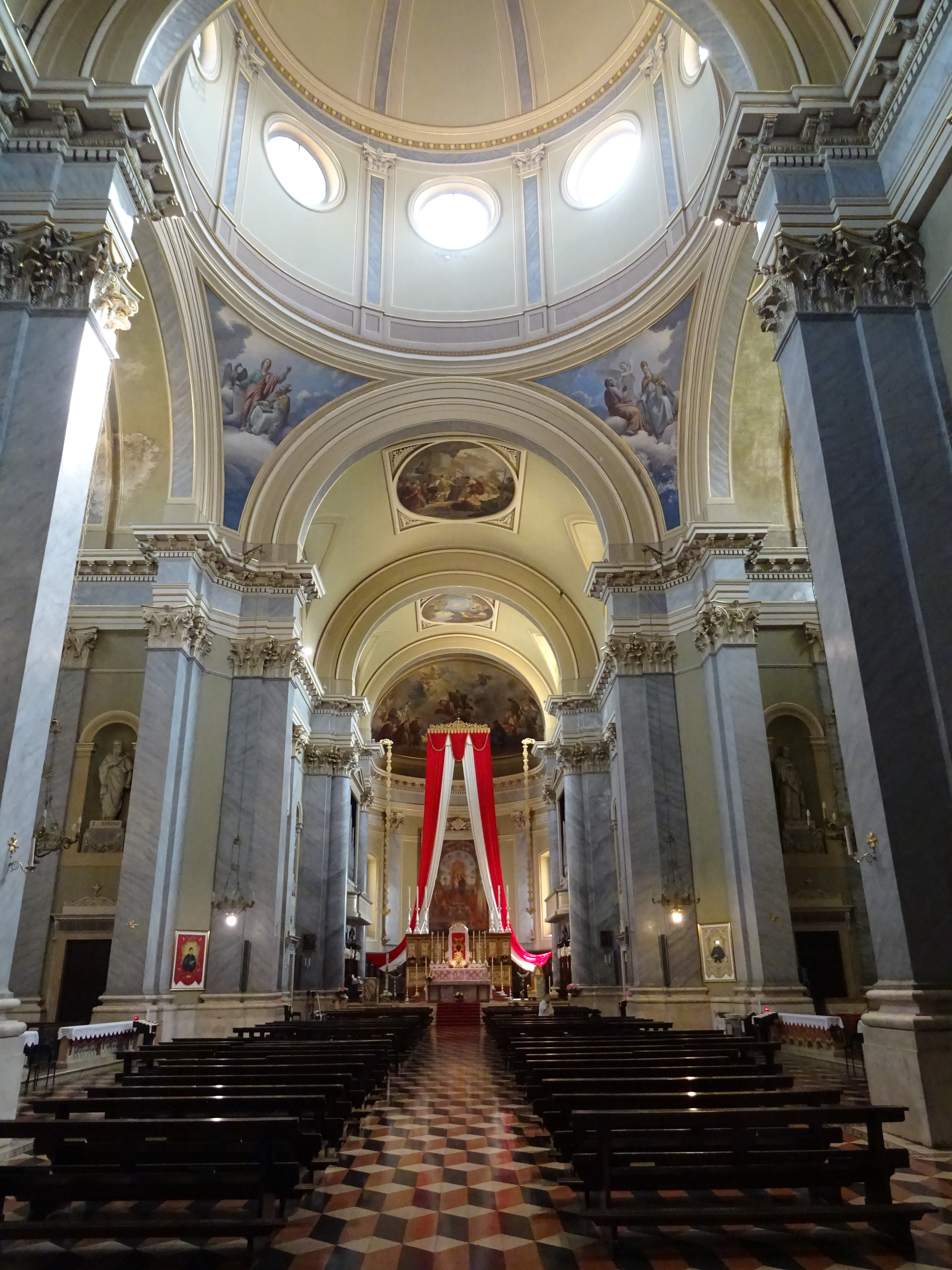
Interno

La storia della parrocchiale di Calcio ha avuto inizio attorno al 1750: quando l'antica pieve di Calcio necessitava di onerosi lavori di ampliamento, non essendo più sufficiente a contenere la popolazione, riprese corpo il progetto, che si era trascinato per decenni senza mai giungere a buon fine, di costruire una nuova chiesa evitando così di continuare a spendere denaro per un vecchio edificio che, fra l'altro, aveva il difetto di trovarsi al centro del quartiere Piazza, relativamente lontano dai due quartieri Rivelino, e soprattutto dal quartiere Villa. La sua costruzione richiese un periodo di tempo molto lungo: occorsero, infatti, 118 anni per la sua ultimazione.
Dopo la concessione del campo da parte del marchese, l'arciprete Gaspare Ludovico Orsi commissionò il progetto all'ingegnere Giuseppe Foscagni, mentre il vescovo di Cremona, Ignazio Maria Fraganeschi, autorizzò una questua straordinaria e concesse l'indulgenza episcopale a chi avesse prestato la sua opera gratuitamente la domenica e nel 1762, dopo la posa della prima pietra, iniziarono i lavori.
Erano però in molti a pronosticare che la nuova chiesa sarebbe stata iniziata, ma mai finita: un borgo povero, che superava di poco i duemila abitanti, si accingeva a costruire un tempio che per dimensioni sarebbe stato inferiore, in Lombardia, solo al duomo di Milano, ma più imponente di tutte le altre chiese di Milano, Bergamo, Brescia e Cremona, e del vicino santuario di Caravaggio. Tutta la popolazione rispose con entusiasmo: muratori, carpentieri e manovali, lavorando gratuitamente la domenica, i carrettieri, trasportando gratuitamente il cemento, la sabbia e i mattoni, i contadini, estraendo in loco la ghiaia, i sassi e parte della sabbia, e i proprietari terrieri fornendo il legname e sussidi.
Il progetto era ambizioso anche dal punto di vista ingegneristico: il tempio di Calcio, a differenza del duomo di Milano che aveva 54 pilastri, non ne avrebbe dovuti avere, e comunque avrebbe dovuto sorreggere una cupola di notevoli dimensioni. Per trasformare in verticali le spinte orizzontali che sarebbero venute dal tetto e dalla cupola, le pareti laterali furono costruite con un doppio muro, con precipizi vuoti fra il muro interno ed esterno.
Tuttavia, dopo dieci anni, la popolazione di Calcio dovette arrendersi; i lavoratori erano stremati, le risorse esaurite. I lavori furono interrotti con i muri a circa due terzi dell'altezza che avrebbero dovuto raggiungere. Si ricoprì alla meglio, furono lasciate le impalcature con l'intenzione di riprendere i lavori e si ricavarono, nelle poche parti ricoperte, alloggi per le famiglie indigenti.

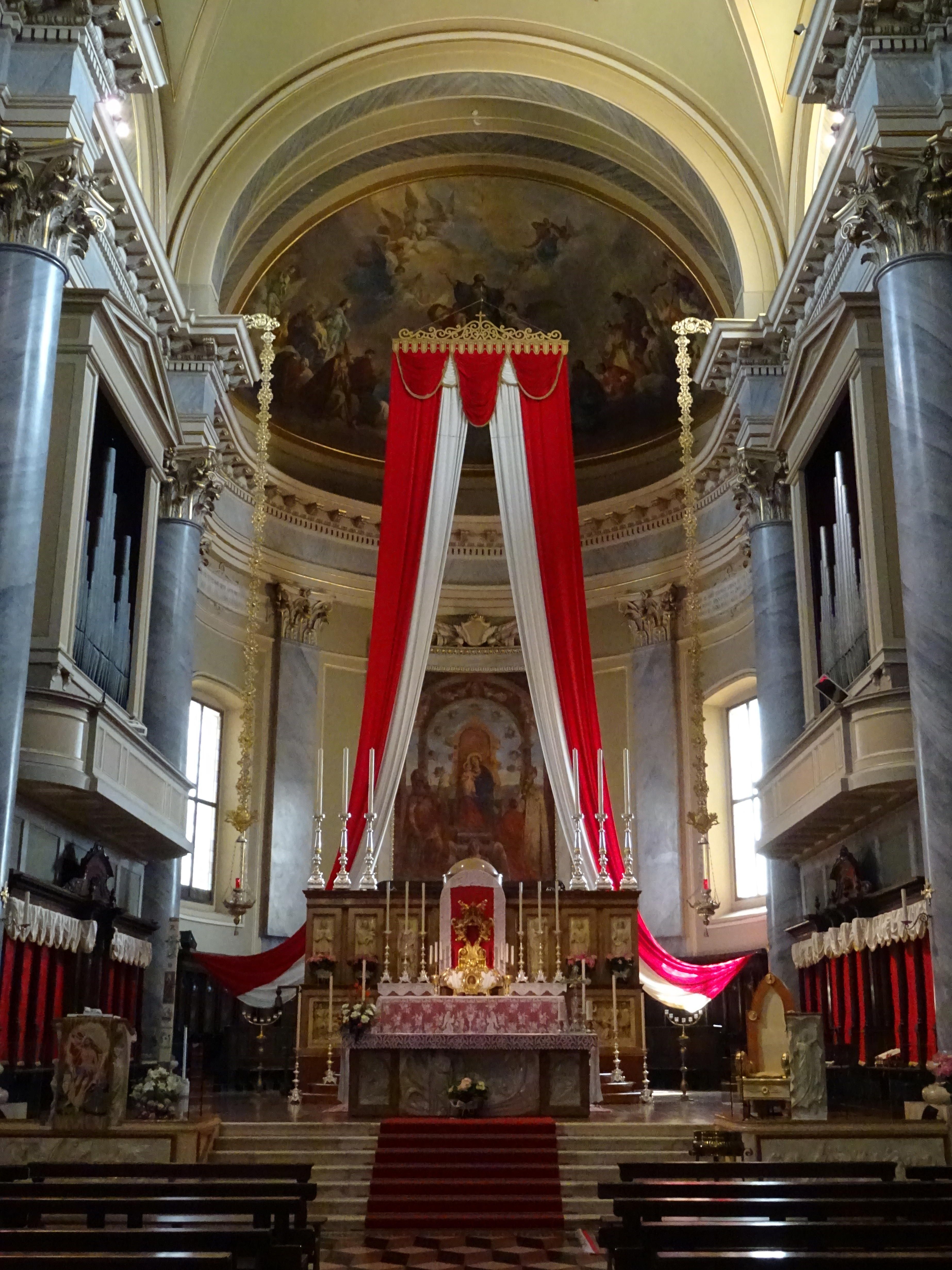
Presbiterio

Un timido tentativo di riprendere i lavori fu fatto nel 1792, ma venne subito abbandonato. Nel 1835, dietro l'impulso dell'arciprete Paolo Lombardini, furono commissionati all'architetto Giacomo Bianconi una modifica del progetto originale e un prospetto delle spese, che furono calcolate in 230 000 lire austriache, cui sarebbero state da aggiungere altre 90 000 lire per la cupola, alla quale però egli suggerì di rinunciare in quanto troppo onerosa. Nella primavera del 1841 ripresero quindi i lavori. Le vecchie mura erano state sottoposte alle prove sclerometriche per verificarne la resistenza e, nonostante il tempo, si erano dimostrate solide. Il consiglio comunale deliberò una sovraimposta comunale di due centesimi per ogni scudo d'estimo da destinarsi alla chiesa in costruzione e di nuovo, sotto la guida del capomastro Prospero Reyner di Pumenengo, la popolazione di Calcio riprese i lavori.
Nel 1848, dopo aver persino invocato inutilmente un aiuto dall'imperatore d'Austria, don Lombardini dovette arrendersi. Nel 1860, l'ormai anziano arciprete rinunciò alla parrocchia e il suo posto venne preso da don Giuseppe Mainestri il quale, dopo 19 anni di interruzione, deliberò la ripresa dei lavori, e dopo aver accumulato per due anni i materiali necessari, chiamò l'architetto Carlo Maciachini per commissionargli il completamento dei medesimi. Ma questi, di fronte alla mole di lavoro necessario, in un primo momento si scoraggiò, parendogli che non sarebbe stato possibile ad alcuno portare a termine una tale opera. La popolazione di Calcio però convinse il professionista ad assumere la direzione dei lavori, e non solo la chiesa fu completata, ma venne eretta anche la cupola che nel progetto dei decenni precedenti era stata stralciata.
Il 29 ottobre 1880, alla presenza dell'arcivescovo di Milano, monsignor Luigi Nazari di Calabiana, e del vescovo di Crema, monsignor Francesco Sabbia, il vescovo di Cremona Geremia Bonomelli, consacrò la nuova chiesa. L'arciprete Giuseppe Mainestri purtroppo non poté vedere il compimento dell'opera, essendo morto nel 1875. Al suo posto c'era l'arciprete Giovanni Battista Pizzi. Comprese le varie interruzioni, i lavori erano durati ben 118 anni. Lavori di consolidamento furono necessari già nel 1894, e poi ancora poco prima del 1930. Tranne che per la facciata, le pareti sono state lasciate grezze, senza la stabilitura.

## Descrizione
L'intera costruzione, orientata sull'asse nord-sud, è imponente: all'interno la lunghezza massima è di 69 metri, e la larghezza massima di 33, mentre all'esterno il tempio misura 76 metri per 36. La facciata è alta 33 metri al vertice del timpano, mentre la cupola, ricoperta con ardesie di Savoia, arriva ad un'altezza di 64 metri alla sommità della croce.

### Esterno

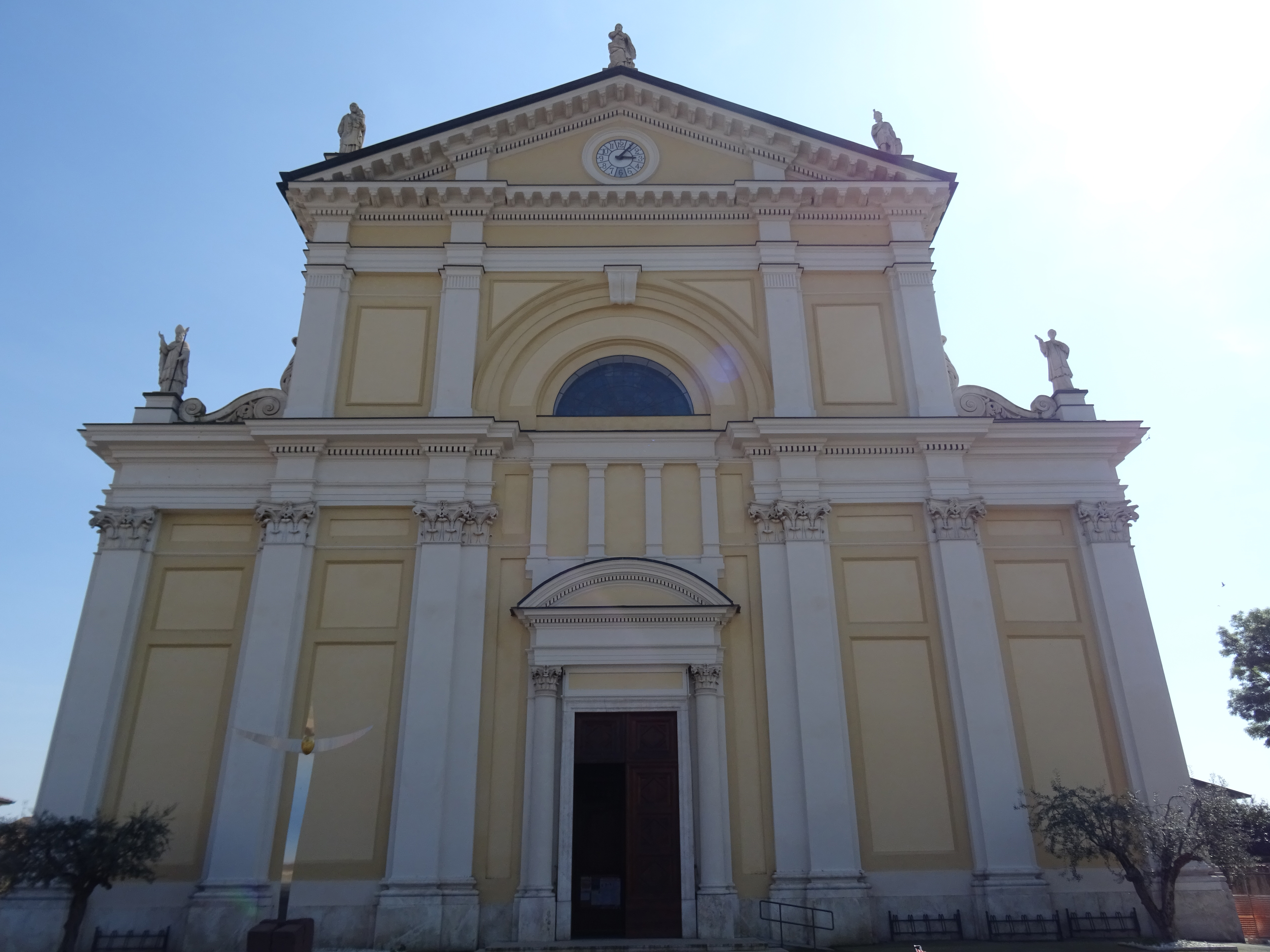
La facciata dopo i lavori del 2023

L'esterno si presenta grezzo, come fu lasciato alla fine dei lavori. 
La grande facciata di stile neoclassico, rivolta verso nord, è stata più volte modificata e ridipinta tra la fine del 2022 ed i primi mesi del 2023. Essa si sviluppa su due livelli: quello inferiore diviso in cinque parti da lesene con grandi basamenti e coronate da capitelli in stile corinzio. Al centro, il grande portale di accesso è decorato con paraste a colonna che reggono l'architrave e il timpano semicircolare. La facciata prosegue, nel secondo registro, solo con le tre sezioni centrali scandite da quattro lesene. Un finestrone ad arco completa la parte centrale, ed è la sola apertura frontale che porta luce all'aula. La facciata si conclude con il grande timpano triangolare che ospita l'orologio. La facciata è completata da cinque statue raffiguranti santi, opera di Pietro Belcaro.
Sul lato orientale, addossato al presbiterio, si trova la torre campanaria, di dimensioni ridotte se confrontate con quelle dell'edificio.

### Interno

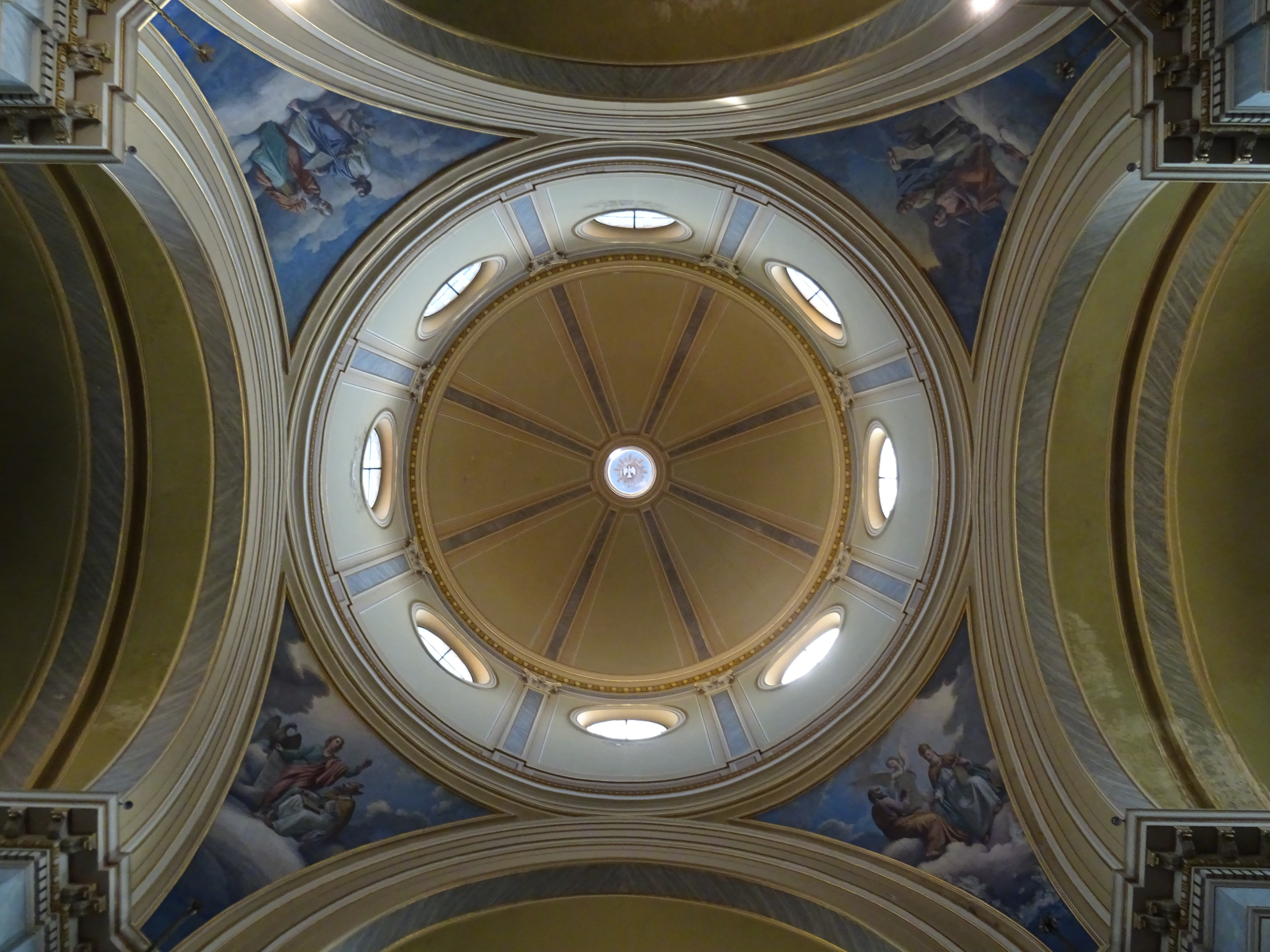
Cupola

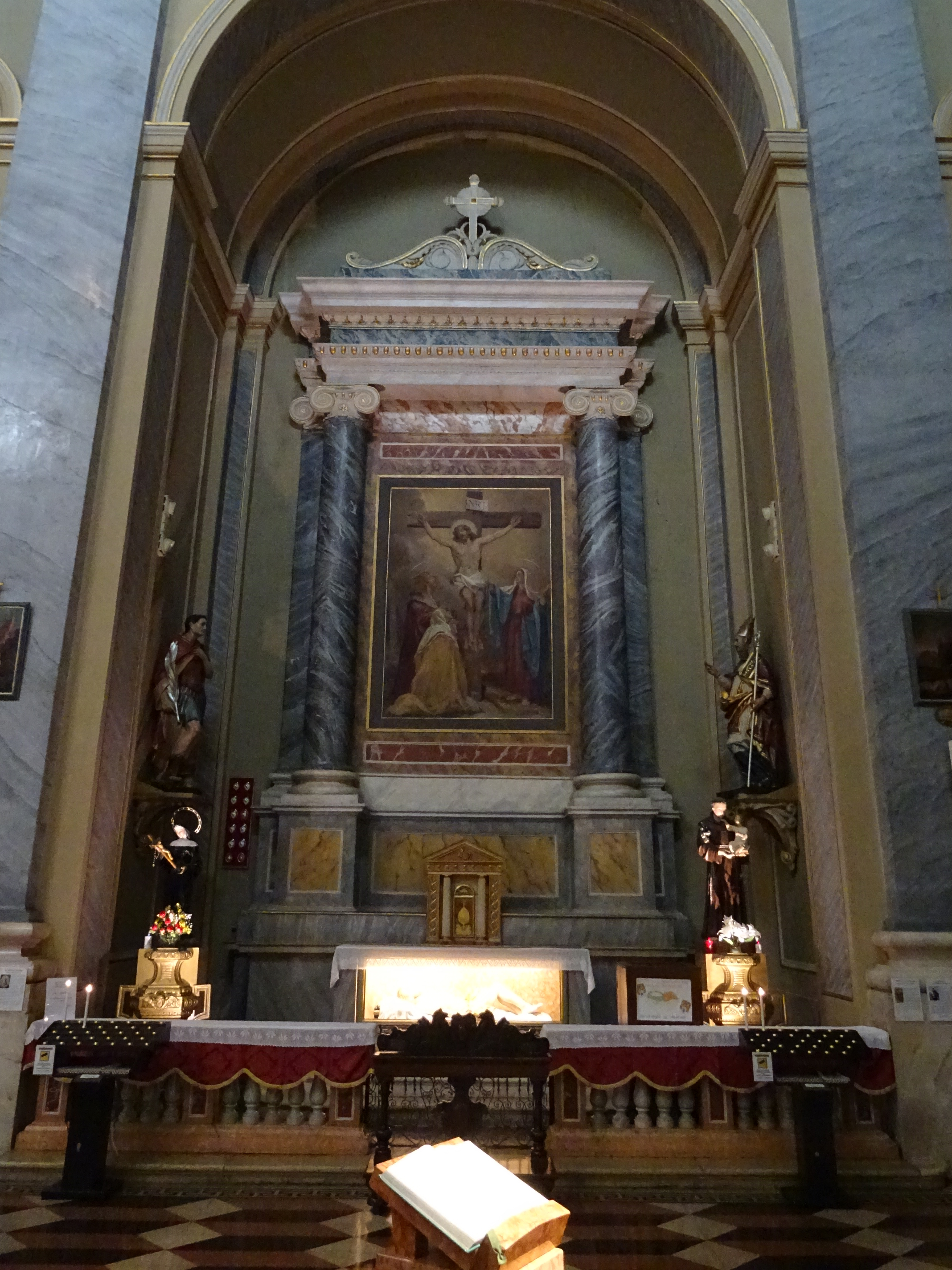
Primo altare destro

L'interno, a unica navata, ospita tre cappelle per lato. Originariamente era stato lasciato spoglio, eccezion fatta per i pennacchi della cupola, affrescati dal bergamasco Giacomo Trecourt, integrati e in parte sostituiti da Antonio Guadagnini nel 1876.
La chiesa conserva opere di pregio, alcune delle quali trasferitevi da altri edifici sacri di Calcio come l'oratorio di San Rocco e la vecchia pieve. Tra queste vari dipinti di Enea Salmeggia (e una copia della Madonna col Bambino in gloria e i santi Rocco, Francesco e Sebastiano, la cui versione originale si trova nella pinacoteca del Castello Sforzesco), la Vergine con Bambino del Chiaveghino, lo Sposalizio mistico di santa Caterina d'Alessandria, nella cappella dedicata al Sacro Cuore l'Ultima cena di Aurelio Gatti, risalente al XV secolo ed originariamente conservata nella pieve. L'affresco che decora la volta del coro è opera del 1906 di Giacomo Campi, che eseguì altri due dipinti sulla parete d'ingresso. Al Novecento risalgono gli affreschi che decorano la volta e il catino absidale, opera di Umberto Marigliani del 1934, il quale realizzò nella cappella del battistero un battesimo di Cristo. Sempre del 1934 è un affresco eseguito da Mario Albertella nella cappella del crocefisso. L'altare, opera imponente, sostituì nel 1940 quello precedente, e si presenta abbellito con delle sculture marmoree di Pietro Ferraroni. La scultura che rappresenta un angelo adorante, che fino al 1940 faceva parte dell'altare maggiore, è stata in seguito alla sua sostituzione trasferita vicino all'ingresso dell'edificio.
Dal punto di vista scultoreo, oltre alle opere del Ferraroni, all'interno dell'edificio, in dodici nicchie, si trovano le statue dei dodici apostoli eseguite dal conte Gerolamo Oldifredi Tadini e le statue lignee di Cristo morto (1731), San Gottardo (1627), San Carlo (1674), San Biagio (1738) e San Vittore (XVIII secolo). Negli altari sono invece conservate una Madonna Immacolata ed una Madonna del Rosario, entrambe opere di fattura recente.
Nella sacrestia sono conservati un ostensorio risalente al 1760 (opera di Antonio da San Benedetto) ed alcune tele del XVII e del XVIII secolo, tra le quali spicca una Cena in Emmaus.